# Werner Güth
Werner Güth (2 de febrero de 1944) es un economista alemán que, junto con Rolf Schmittberger y Bernd Schwarze, primero describió el juego del ultimátum. Es actualmente director emérito en el Instituto de Planck del Max de Investigación sobre Bienes Colectivos.

## Biografía
Güth nació el 2 de febrero de 1944 en Rudolstadt, Turingia, Alemania. Obtuvo su maestría en economía y su doctorado en la Universidad de Münster en 1970 y 1972, respectivamente, y completó su habilitación en 1976. Trabajó como profesor de Teoría Económica en la Universidad de Colonia de 1977 a 1986, la Universidad Goethe de Frankfurt de 1986 a 1994 y la Universidad Humboldt de Berlín de 1994 a 2001 antes de convertirse en Director y Miembro Científico del Instituto Max Planck de Economía desde 2001. a 2014 y Director Emérito del Instituto Max Planck de Investigación sobre Bienes Colectivos . Güth también ha sido profesor honorario de economía en la Universidad de Jena desde 2002 y recibió doctorados honorarios de la Universidad de Tübingen y la Universidad de Karlsruhe en 2010.
Sus intereses de investigación incluyen economía experimental, teoría de juegos, teoría de decisiones y economía del comportamiento.

## Publicaciones (selección)
- Güth, W.; Schmittberger, R. & B. Schwarze (1982). "An Experimental Analysis of Ultimatum Bargaining". Journal of Economic Behavior and Organization, 3, p. 367-388. (en inglés)
- Güth, W. & M. Yaari (1992). "An Evolutionary Approach to Explain Reciprocal Behavior in a Simple Strategic Game". En U. Witt. Explaining Process and Change – Approaches to Evolutionary Economics. Ann Arbor. p. 23–34. (en inglés)
- Güth, W. & H. Kliemt (2000). "Evolutionarily Stable Co-operative Commitments". Theory and Decision, 49 (3), p. 197-221. (en inglés)

## Publicaciones sobre Güth
- van Damme, E.; Binmore, K. G.; Roth, A. E.; Samuelson, L.; Winter, E.; Bolton, G. E.; Ockenfels, A.; Dufwenberg, M.; Kirchsteiger, G.; Gneezy, U.; Kocher, M. G.; Sutter, M.; Sanfey, A. G.; Kliemt, H.; Selten, R.; Nagel, R. & O. H. Azar (2014). "How Werner Güth's ultimatum game shaped our understanding of social behavior". Journal of Economic Behavior and Organization, 108, pp. 292-318. (en inglés)